# Primærrute 19
Primærrute 19 er en hovedvej mellem København og Hillerød-Vest i Nordsjælland.
Primærrute 19 går fra Hans Knudsens Plads på Østerbro ad Helsingørmotorvejen forbi Danmarks Tekniske Universitet til Hørsholm,  rundt om Hillerød og slutter ved mødet med Primærrute 16 vest for Hillerød, ved Æbelholt Kloster.
Rute 19 har en længde på ca. 41 km.